# Pavel Martínek
Pavel Martínek (* 27. října 1962, Louny) je bývalý český cyklista.

## Závodní kariéra
S cyklistikou začínal v TJ Stadion Louny. Závodil v dráhové cyklistice, startoval za TJ Favorit Brno. Největších úspěchů dosáhl v kategorii tandemů. V letech 1980 až 1982 se stal v tandemech třikrát mistrem světa a v roce 1983 získal stříbrnou medaili (s Ivanem Kučírkem). Kvůli bojkotu zemí komunistického bloku nestartoval na olympiádě v Los Angeles v roce 1984.
V roce 2023 byl uveden do cyklistické síně slávy.